# Rick Wilson (hockey sur glace, 1950)
Pour les articles homonymes, voir Rick Wilson (basket-ball) et Wilson.
Richard Gordon Wilson (né le 10 août 1950 à Prince Albert, dans la province de la Saskatchewan au Canada) est un joueur et entraîneur professionnel canadien de hockey sur glace.

## Statistiques
| Saison     | Équipe                          | Ligue      |     | Saison régulière | Saison régulière | Saison régulière | Saison régulière | Saison régulière |   | Séries éliminatoires | Séries éliminatoires | Séries éliminatoires | Séries éliminatoires | Séries éliminatoires |
| Saison     | Équipe                          | Ligue      | PJ  | B                | A                | Pts              | Pun              | PJ               | B | A                    | Pts                  | Pun                  |                      |                      |
| 1969-1970  | Université du Dakota du Nord    | NCAA       | 30  | 2                | 9                | 11               | 32               | -                | - | -                    | -                    | -                    |                      |                      |
| 1970-1971  | Université du Dakota du Nord    | NCAA       | 33  | 6                | 9                | 15               | 113              | -                | - | -                    | -                    | -                    |                      |                      |
| 1971-1972  | Université du Dakota du Nord    | NCAA       | 25  | 7                | 19               | 26               | 38               | -                | - | -                    | -                    | -                    |                      |                      |
| 1972-1973  | Voyageurs de la Nouvelle-Écosse | LAH        | 70  | 4                | 11               | 15               | 163              | 12               | 1 | 0                    | 1                    | 56                   |                      |                      |
| 1973-1974  | Voyageurs de la Nouvelle-Écosse | LAH        | 47  | 4                | 19               | 23               | 65               | -                | - | -                    | -                    | -                    |                      |                      |
| 1973-1974  | Canadiens de Montréal           | LNH        | 21  | 0                | 2                | 2                | 6                | -                | - | -                    | -                    | -                    |                      |                      |
| 1974-1975  | Blues de Saint-Louis            | LNH        | 76  | 2                | 5                | 7                | 83               | 2                | 0 | 0                    | 0                    | 0                    |                      |                      |
| 1975-1976  | Blues de Saint-Louis            | LNH        | 65  | 1                | 6                | 7                | 20               | 1                | 0 | 0                    | 0                    | 0                    |                      |                      |
| 1976-1977  | Red Wings de Détroit            | LNH        | 77  | 3                | 13               | 16               | 56               | -                | - | -                    | -                    | -                    |                      |                      |
| 1977-1978  | Firebirds de Philadelphie       | LAH        | 75  | 4                | 28               | 32               | 101              | 4                | 0 | 1                    | 1                    | 2                    |                      |                      |
| Totaux LNH | Totaux LNH                      | Totaux LNH | 239 | 6                | 26               | 32               | 165              | 3                | 0 | 0                    | 0                    | 0                    |                      |                      |

## Trophées et honneurs personnels
- Western Collegiate Hockey Association
  - Première équipe d'étoiles en 1971-1972.
- Ligue américaine de hockey
  - Première équipe d'étoiles en 1977-1978.

## Transactions
- 27 mai 1974 : échangé au Blues de Saint-Louis par les Canadiens de Montréal avec un choix de 5e ronde des Canadiens de Montréal au repêchage de 1974 (Don Wheldon) en retour d'un choix de 4e ronde des Blues de Saint-Louis au repêchage de 1974 (Barry Legge) et des considérations futures (Glen Sather le 14 juin 1974).
- 16 juin 1976 : échangé au Red Wings de Détroit par les Blues de Saint-Louis pour compléter la transaction de Doug Grant (le 9 mars 1976).

## Parenté dans le sport
- Père du joueur Landon Wilson